# Icon Productions
Icon Productions (initialement Icon Entertainment International) est une société de production de cinéma américaine, fondée en août 1989 par l'acteur-réalisateur Mel Gibson et le producteur Bruce Davey.
Gibson a expliqué que le nom de la société a été inspiré par un livre sur les icônes russes (icon en anglais, du grec ancien eikonia, « petites images »).
Elle lui a donné la possibilité d'avoir une meilleure emprise sur des films comme Hamlet (1990), Forever Young (1992), L'Homme sans visage (1993), Maverick (1994), Braveheart (1995), Payback (1999), Ce que veulent les femmes (2000), Nous étions soldats (2002), La Passion du Christ (2004), Apocalypto (2006), Hors de contrôle (2010), Kill the Gringo (2012), Tu ne tueras point (2016) et The Professor and the Madman (2019).
Icon est également à l'origine de Ludwig van B. (1994) de Bernard Rose, Spice World, le film (1997) de Bob Spiers, 187 code meurtre (1997) de Kevin Reynolds, Un mari idéal (1999) d'Oliver Parker, The Million Dollar Hotel (2000) de Wim Wenders, Ordinary Decent Criminal (2000) de Thaddeus O'Sullivan, Seraphim Falls (2006) de David Von Ancken, Push (2009) de Paul McGuigan, Buried (2010) de Rodrigo Cortés ou Hysteria (2014) de Brad Anderson.
Le siège social d'Icon se situe à Santa Monica, en Californie. Jusqu'en janvier 2008, ses cadres étaient Mel Gibson (président), Bruce Davey (président du conseil d'administration), Mark Gooder (CEO), Vicki Christianson (CFO), David Miercourt et Ariel Veneziano. Le producteur Stephen McEveety a également travaillé pendant plusieurs années chez Icon.

## Filmographie

### Cinéma
- 1990 : Hamlet de Franco Zeffirelli
- 1992 : Forever Young de Steve Miner
- 1993 : L'Homme sans visage (The Man Without a Face)  de Mel Gibson
- 1994 : Maverick de Richard Donner
- 1994 : Ludwig van B. (Immortal Beloved) de Bernard Rose
- 1995 : Braveheart de Mel Gibson
- 1997 : Spice World (Spiceworld The Movie) de Bob Spiers
- 1997 : 187 code meurtre (One Eight Seven) de Kevin Reynolds
- 1999 : Un mari idéal (An Ideal Husband) d'Oliver Parker
- 1999 : Payback de Brian Helgeland
- 2000 : Kevin & Perry d'Ed Bye
- 2000 : Ce que veulent les femmes (What Women Want) de Nancy Meyers
- 2000 : Ordinary Decent Criminal de Thaddeus O'Sullivan
- 2000 : L'Élue (Bless the Child) de Chuck Russell
- 2000 : The Million Dollar Hotel de Wim Wenders
- 2002 : Nous étions soldats (We Were Soldiers) de Randall Wallace
- 2003 : The Singing Detective de Keith Gordon
- 2004 : La Passion du Christ (The Passion of the Christ) de Mel Gibson
- 2006 : Seraphim Falls de David Von Ancken
- 2006 : Apocalypto de Mel Gibson
- 2007 : Le Chantage (Butterfly on a Wheel) de Mike Barker
- 2009 : Push de Paul McGuigan
- 2009 : Infestation de Kyle Rankin
- 2010 : Hors de contrôle (Edge of Darkness) de Martin Campbell
- 2010 : Buried de Rodrigo Cortés
- 2012 : Kill the Gringo (Get the Gringo) d'Adrian Grunberg
- 2014 : Hysteria (Stonehearst Asylum) de Brad Anderson
- 2016 : Tu ne tueras point (Hacksaw Ridge) de Mel Gibson
- 2019 : The Professor and the Madman de Farhad Safinia
- 2024 : Vol à haut risque (Flight Risk) de Mel Gibson

### Télévision
- 2004-2005 : Les Sauvages (Complete Savages) (série TV) - 1 saison
- 2009 : Triangle de Christopher Smith